# Isonyme
Un isonyme est la désignation dans une langue d'un concept coordonné. L'Organisation internationale de normalisation (ISO) définit le concept coordonné comme une « notion qui, dans un système hiérarchisé, se situe au même niveau qu'une ou plusieurs autres notions ». 
Un co-hyponyme est un isonyme qui possède un hyperonyme.

## Exemples
- "Stylo" et "crayon" sont isonymes.
- "Député" et "sénateur" ont une relation de co-hyponymie car ils ont pour hyperonyme "parlementaire".